# Breznik
 Ovo je glavno značenje pojma Breznik. Za druga značenja pogledajte Breznik (razdvojba).
Breznik je naselje u Republici Hrvatskoj, u sastavu Grada Ozlja, Karlovačka županija. 

## Stanovništvo
Prema popisu stanovništva iz 2001. godine, naselje je imalo 11 stanovnika te 7 obiteljskih kućanstava.
| broj stanovnika | 231   | 195   | 179   | 172   | 154   | 154   | 144   | 124   | 134   | 116   | 83    | 64    | 35    | 40    | 11    | 6     | 5     |
|                 | 1857. | 1869. | 1880. | 1890. | 1900. | 1910. | 1921. | 1931. | 1948. | 1953. | 1961. | 1971. | 1981. | 1991. | 2001. | 2011. | 2021. |